# Wilson Bethel
Stephen Wilson Bethel (24 de Fevereiro de 1984) é um ator norte-americano conhecido pelo papel de Wade Kinsella na série Hart of Dixie e pelo seu papel como Benjamin "Dex" Poindexter / Mercenário nas séries Daredevil e Daredevil: Born Again.

## Biografia
Seus pais, Steve Bethel e Joyce Maynard também são artistas, ele pintor e ela escritora. Tem ao todo oito irmãos e irmãs, sendo alguns deles meio-irmãos e outros adotados.
Desde cedo tem contato com as artes, tendo inclusive feito a leitura dos escritos de sua mãe para audiolivros.
Ainda criança foi enviado para uma escola primária especializada em artes cênicas, ao sair de lá, graduado foi para Los Angeles onde iniciou sua carreira fazendo uma participação na série The O.C.. Em 2011, conseguiu o papel de Wade Kinsella, na série da CW, Hart of Dixie, onde fez par romântico com a atriz Rachel Bilson. A série durou quatro temporadas (2011-2015).

## Filmografia
| Lista de trabalhos na televisão e cinema | Lista de trabalhos na televisão e cinema | Lista de trabalhos na televisão e cinema | Lista de trabalhos na televisão e cinema |
| Ano                                      | Título                                   | Papel                                    | Notas                                    |
| ---------------------------------------- | ---------------------------------------- | ---------------------------------------- | ---------------------------------------- |
| 2004                                     | The O.C. (TV)                            | Brad                                     | 1 episódio                               |
| 2005                                     | JAG (TV)                                 | Charles Bander                           | 1 episódio                               |
| 2005                                     | NCIS (TV)                                | P.O. John Kirby                          | 1 episódio                               |
| 2008                                     | 1968 Tunnel Rats                         | Cpl. Dan Green                           |                                          |
| 2008                                     | Generation Kill (TV)                     | Cpl. Evan 'Q-Tip' Stafford               | 7 episódios                              |
| 2008                                     | Cold Case: Arquivo Morto (TV)            | James 'Jimmy' Tully                      | 1 episódio                               |
| 2009-2011                                | The Young and the Restless (TV)          | Ryder Callahan                           | 78 episódios                             |
| 2011                                     | The Perfect Student                      | Trent                                    | Telefilme                                |
| 2011                                     | Stealing Summers                         | Trevor                                   |                                          |
| 2011–2015                                | Hart of Dixie (TV)                       | Wade Kinsella                            | 4 temporadas (76 episódios)              |
| 2012                                     | Wyatt Earp's Revenge                     | Doc Holliday                             | Curta-metragem                           |
| 2013                                     | Not Today                                | Bill                                     |                                          |
| 2014                                     | Vício Inerente                           | Policial #1                              |                                          |
| 2015                                     | Criminal Minds                           | Randy Jacobs                             | 1 episódio - (11x13 - The Bond)          |
| 2015                                     | Bates Motel (TV)                         | Taylor                                   | 1 episódio                               |
| 2015                                     | The Astronaut Wives Club (TV)            | Scott Carpenter                          | 10 Episódios                             |
| 2018                                     | Daredevil (TV)                           | Benjamin "Dex" Poindexter                | 3.ª temporada                            |
| 2025                                     | Daredevil: Born Again (TV)               | Benjamin "Dex" Poindexter / Mercenário   | Pós-produção                             |